# Гарибджанян (село)
Гарибджаня́н (арм. Ղարիբջանյան) — посёлок в Ширакской области, Армения. До 1935 года Александровка. Село было переименовано в 1935 году в честь большевика Баграта Гарибджаняна, убитого в 1920 году.
Вместе с селом станции Ахурян или Ахурян Каярани составляет одноимённую общину. Численность населения — 1138 человек (2012, с селом станции Ахурян).

## География
Населенный пункт расположен в 3 км к юго-западу от города Гюмри на трассе Гюмри — Армавир, на левом берегу реки Ахурян. В 2 км к западу расположено село Ахурик, в 2 км к юго-западу расположено село Гетк, а в 3 км к юго-востоку село Азатан.

## Экономика
Население 600 хозяйств. В селе находится станция Ахурян АЖД линии Карс — Гюмри, которая ныне не действует.
В Гарибджаняне есть школа, детский сад и дом культуры.